# Сибирский институт физиологии и биохимии растений СО РАН
Сибирский институт физиологии и биохимии растений СО РАН — один из институтов Иркутского научного центра Сибирского Отделения Академии Наук. Расположен в Иркутске.

## Общие сведения
Основными направлениями научной деятельности института являются проблемы физиологии и биохимии растений, микробиологии и почвоведения, энтомологии, ботаники, геоботаники и лесоведения, биология развития и эволюция живых систем, экспрессия генетической информации в клетке, физиолого-экологические проблемы биоразнообразия растений.

## История
Институт был основан в 1961 году на базе Отдела биологии при Восточно-Сибирском филиале АН СССР под названием Восточно-Сибирский биологический институт СО АН СССР. Нынешнее название институт получил в декабре 1966 года после своей реорганизации.

## Директора
Директором-организатором и основателем института был (1950—1976 гг.) был член-корреспондент АН СССР Фёдор Эдуардович Реймерс. В те годы в состав института численностью 112 человек (в том числе 3 доктора и 17 кандидатов наук) входило 6 лабораторий и экспериментальная база. Институт возглавляли следующие директора:
- 1950—1976 — член-корреспондент АН СССР Ф. Э. Реймерс.
- 1976—2002 — член-корреспондент РАН Р. К. Саляев.
- 2002-2017 — д.б.н., профессор В.К. Войников.
- 2017 - пл н.в. д.б.н. В. И. Воронин

## Структура
В состав института входят следующие научные подразделения:
- Отдел Клеточной биологии и инженерии
  - Лаборатория Генетической инженерии растений (Заведующий лабораторией — Константинов Ю. М., доктор биологических наук, профессор)[6]
  - Лаборатория Физиологии растительной клетки [7]
  - Лаборатория Физиологии трансгенных растений
  - Лаборатория Физико-химических методов исследования
- Отдел Устойчивости растений к стрессам
  - Лаборатория Физиологической генетики растений (руководителями были чл.-корр. АН СССР Ф.Э. Реймерс, затем, с 1975 г. по 1980 г. - д.б.н. Э.Е. Хавкин; с 1981 года д.б.н., профессор В.К. Войников)[8]
  - Лаборатория физиолого-биохимической адаптации
  - Лаборатория физиологии устойчивости растений
  - Лаборатория фитоиммунологии
- Отдел Устойчивости наземных экосистем
  - Лаборатория Энтомопатологии древесных растений (Заведующая лабораторией - д.б.н. Михайлова Татьяна Алексеевна,)[9]
  - Лаборатория Биоиндикации экосистем
  - Лаборатория Агроэкологии
  - Лаборатория Физиологии продуктивности растений
  - Группа Гербарий
  - Группа Оранжерея
- Научно-технический отдел

## Дирекция
- Директор — Войников Виктор Кириллович, профессор, доктор биологических наук[10]
- Зам. директора по научной работе:
  - Боровский Геннадий Борисович, профессор, доктор биологических наук
  - Воронин Виктор Иванович, доктор биологических наук
- Советник РАН
  - Саляев, Рюрик Константинович, член-корреспондент РАН, профессор, доктор биологических наук

## Журнал
Институтом издаётся научный журнал:
- Журнал стресс-физиологии и биохимии (основан в 2005 году, выходит один номер в год)[11]